# Gigante roja

El tamaño actual del Sol en comparación con su tamaño máximo estimado durante su fase de estrella gigante roja dentro de unos 5000 millones de años.

Una gigante roja es una estrella gigante de masa baja o intermedia (menos de 8-9 masas solares) que, tras haber consumido el hidrógeno en su núcleo durante la etapa de secuencia principal, convirtiéndolo en helio por fusión nuclear, comienza a quemar hidrógeno en una cáscara alrededor del núcleo de helio inerte. Esto tiene como primer efecto un aumento del volumen de la estrella y un enfriamiento de su superficie, por lo que su color se torna rojizo. En esa fase previa a la del gigante rojo, la estrella recibe el nombre de subgigante. Puede alcanzar la temperatura de 3000-5000 K. En un momento dado, la atmósfera de la estrella alcanza un valor mínimo crítico de la temperatura por debajo del cual ya no puede descender, lo que obliga a la estrella a aumentar su luminosidad y volumen a temperatura superficial (o sea, color) prácticamente constantes; la estrella se hincha hasta alcanzar un radio típico de unos 100 millones de km: la estrella se ha convertido así en un gigante rojo. En todo este proceso la energía emitida por el gigante proviene de la mencionada cáscara y de la conversión de energía gravitatoria en calor por el teorema de virial.

## Características

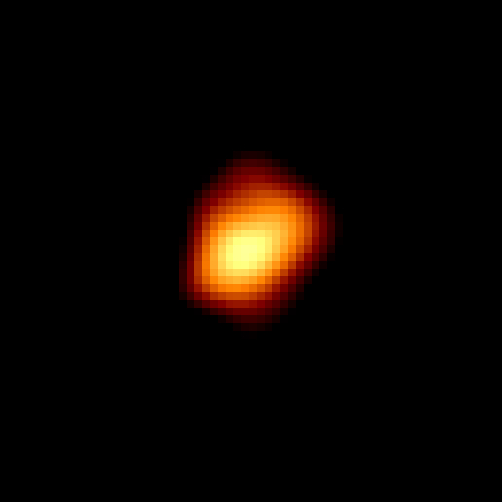
Mira, una gigante roja variable de la rama gigante asintótica.

Una gigante roja es una estrella que ha agotado el suministro de hidrógeno en su núcleo y ha iniciado la fusión termonuclear de helio en una envoltura que rodea al núcleo. Tienen radios de decenas a cientos de veces mayores que el del Sol. Sin embargo, su envoltura exterior tiene una temperatura más baja, lo que les confiere un tono rojizo-anaranjado. A pesar de la menor densidad energética de su envoltura, las gigantes rojas son mucho más luminosas que el Sol debido a su gran tamaño. Las estrellas de la rama roja-gigante tienen luminosidades de hasta casi tres mil veces la del Sol, tipos espectrales de K o M, tienen temperaturas superficiales de 3000-4000 K y radios de hasta unas 200 veces el Sol. Las estrellas de la rama horizontal son más calientes, con un pequeño rango de luminosidades en torno a  una luminosidad solar de 75. Las estrellas de la rama asintótica-gigante van desde luminosidades similares a las de las estrellas más brillantes de la rama de las gigantes rojas, hasta varias veces más luminosas al final de la fase de pulsación térmica.
Entre las estrellas de la rama asintótica-gigante se encuentran las estrellas de carbono de tipo C-N y C-R tardías, producidas cuando el carbono y otros elementos son transportados por convección a la superficie, lo que se suele llamar un dragado. El primer dragado se produce durante la combustión de la corteza de hidrógeno en la rama de la gigante roja, pero no produce una gran abundancia de carbono en la superficie. El segundo, y a veces el tercero, se produce durante la combustión de la envoltura de helio en la rama de las gigantes asintóticas y convoca al carbono hacia la superficie en las estrellas suficientemente masivas.
El limbo estelar de una gigante roja no está claramente definido, al contrario de lo que se muestra en muchas ilustraciones. Más bien, debido a la muy baja densidad de masa de la envoltura, tales estrellas carecen de una fotosfera bien definida, y el cuerpo de la estrella transita gradualmente hacia una 'corona'. Las gigantes rojas más frías tienen espectros complejos, con líneas moleculares, rasgos de emisión y, a veces, máseres, sobre todo de las estrellas AGB que pulsan térmicamente. Las observaciones también han aportado pruebas de la existencia de una cromosfera caliente sobre la fotosfera de las gigantes rojas, donde la investigación de los mecanismos de calentamiento para que se formen las cromosferas requiere simulaciones en 3D de gigantes rojas.
Otra característica destacable de las gigantes rojas es que, a diferencia de las estrellas parecidas al Sol, cuyas fotosferas tienen un gran número de pequeñas células de convección (gránulos solares), las fotosferas de las gigantes rojas, así como las de las supergigantes rojas, solo tienen unas pocas células grandes, cuyas características causan las variaciones de brillo tan comunes en ambos tipos de estrellas.

## Proceso de formación

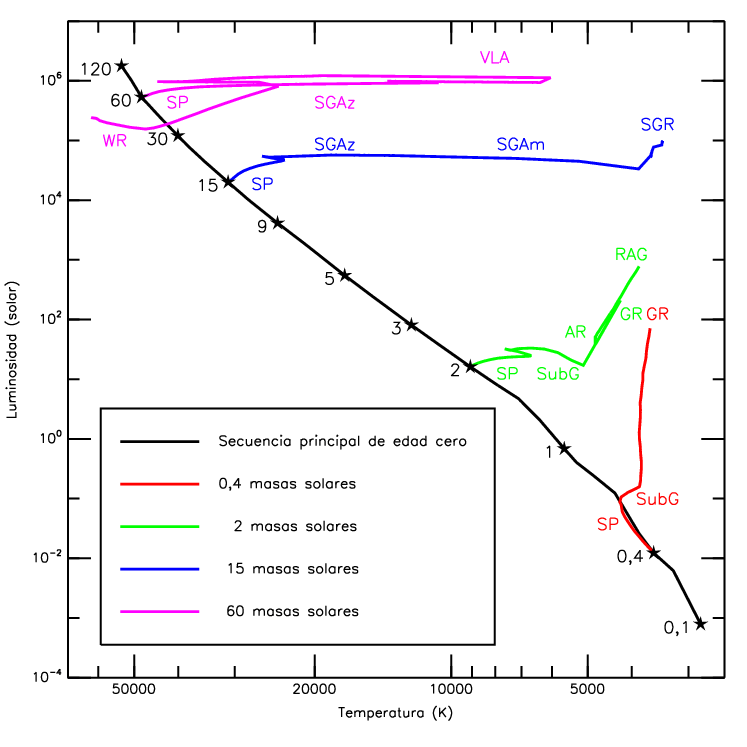
Diagrama de Hertzsprung-Russell en el que se han representado las trayectorias evolutivas de estrellas de distintas masas; las fases de gigante roja para estrellas de masa baja e intermedia están señaladas con GR.

Durante la etapa de secuencia principal, a medida que las reacciones termonucleares producen helio, este se va acumulando en el centro de una estrella por su mayor densidad (es más pesado que el hidrógeno). Conforme el hidrógeno va consumiéndose fusionándose en el helio, al llegar a una cantidad crítica de helio (límite de Schoenberg-Chandrasekhar) la presión interna va disminuyendo y la estrella reacciona comprimiéndose y calentándose un poco más hasta llegar a imposibilitar la fusión del poco hidrógeno restante en su centro. Se dice entonces que la estrella se ha envenenado por helio. Agotado ya el hidrógeno, el núcleo de helio no puede frenar el peso de la estrella y empieza a comprimirse, desencadenando la transformación de la estrella en una gigante roja.
Si la estrella es lo suficientemente poco masiva (M < 2,5 masas solares), el gas de electrones libres degenerados detiene en parte la compresión. La temperatura aumenta hasta el punto de ignición del helio, en torno a los 100 millones de grados. En las estrellas más masivas que el límite mencionado (M > 2,5 masas solares) esta transición sucede suavemente, ya que el gas apenas si se ha degenerado cuando el núcleo se enciende. En las estrellas de masa entre 0,5 y 2,5 masas solares, en cambio, el núcleo está parcialmente degenerado e intensifica sus reacciones a la vez que aumenta su temperatura. Sigue así hasta que, de golpe, regresa al régimen de gas ideal lo que produce un alud térmico con una potente explosión en la que se liberan energías comparables a las de una supernova, pero que no hace peligrar la integridad de la estrella, pues la mayor parte de dicha energía es empleada en eliminar la degeneración electrónica: es el flash del helio. Finalmente, en las estrellas de menor masa (M < 0,5 masas solares) la temperatura central nunca es lo suficientemente alta como para que se produzca la fusión del helio. No obstante, la evolución de dichas estrellas es tan lenta que todavía no ha habido tiempo desde la formación del universo para que una estrella aislada de esa masa haya evolucionado a una gigante roja.
La ignición del helio pone fin a la fase de gigante roja. Si bien dicho proceso es algo violento, no llega a afectar la integridad de la estrella, la cual proseguirá durante unos millones de años más en una nueva fase estable de apelotonamiento rojo (red clump en inglés) si su metalicidad es alta, o de rama horizontal si su metalicidad es baja, fusionando el nuevo combustible. La estrella vuelve a descender en el diagrama Hertzprung-Russell, pero siempre más luminosa y fría que durante la etapa de secuencia principal.
Las capas externas de las gigantes rojas están poco ligadas gravitacionalmente, por lo que en esta etapa es importante la pérdida de masa. Además, la zona convectiva de las gigantes es muy profunda, así que las ondas de choque contribuyen a acelerar aún más el viento estelar. Por otro lado, estas estrellas emiten mucho en la parte infrarroja del espectro, que sufre mucha absorción por parte del polvo estelar, el cual recibe más impulso y se lo transmite al gas. Finalmente, también una mayor metalicidad (lo que conlleva una mayor opacidad) provoca mayores expulsiones de materia. La pérdida de masa acumulada entre las fases de gigante roja y de gigante asintótica se estima entre el 40 y el 60 % de la masa total inicial de la estrella.
Esta baja densidad de sus capas exteriores también se traduce en que son estrellas que carecen un limbo (es decir, de una fotosfera) bien definido. En su lugar, el cuerpo de la estrella se transforma de modo muy gradual en una corona al ir alejándose de su centro.
Es también notable que, a diferencia de lo que sucede en estrellas pequeñas como nuestro Sol, donde existen multitud de células convectivas (gránulos solares), una gigante roja solo tiene un pequeño número de ellas pero de gran tamaño, considerándose este rasgo como la causa de sus variaciones de brillo.
Al expandirse la estrella, la zona convectiva se extiende desde una región donde el hidrógeno ha sido parcialmente reprocesado en helio hasta las capas más externas, por lo que dicho material reprocesado es trasladado hasta la superficie. Este cambio en las abundancias superficiales es potencialmente observable, y se manifiesta como una diferencia con las abundancias superficiales de estrellas de la secuencia principal con la misma metalicidad inicial.
Finalmente, conviene aclarar que la descripción de una gigante roja que aparece aquí es relativamente moderna. Originalmente, cuando aún no se comprendían con exactitud los distintos procesos que ocurrían en las últimas fases de la vida de una estrella, el término gigante roja englobaba además las fases posteriores de apelotonamiento rojo/rama horizontal y de gigante asintótica. Lo que es todavía cierto si en vez de hablar de fases evolutivas nos ceñimos a las clases de luminosidad del sistema MKK, todas esas estrellas son de clase de luminosidad III, esto es, gigantes.

## Posible habitabilidad de planetas de una estrella gigante roja
Aunque habitualmente se asuma que la conversión de una estrella en gigante roja convertirá su sistema planetario, si existe, en inhabitable, algunos estudios sugieren que mientras la estrella evoluciona convirtiéndose en ese tipo de astro podría albergar una zona habitable, que —para una estrella con la masa del Sol— se extendería entre 2 y 9 unidades astronómicas de la estrella, durando a la menor distancia varios miles de millones de años y a la mayor 100 millones de años, tiempo tal vez suficiente para que la vida pudiera desarrollarse en un planeta adecuado para ello a esa distancia.
Una vez que la estrella abandona la fase de la gigante roja, mientras fusiona helio en su núcleo como estrella de la rama horizontal/apelotonamiento rojo, hay otros mil millones de años extra de habitabilidad en una franja que se extiende entre 7 y 22 unidades astronómicas —también para una estrella con la masa del Sol—.
Estudios posteriores, sin embargo, muestran cómo para una estrella de masa similar a la del Sol la duración de las zonas habitables bajan hasta 100 millones de años a la distancia de Marte y 210 millones de años a la distancia de Saturno (y aún menos para estrellas más masivas que nuestro astro); sin embargo, en las estrellas menos masivas que esté la zona habitable podría perdurar durante varios miles de millones de años.

## Aumento de tamaño de planetas
Hasta junio de 2014, se han descubierto cincuenta planetas gigantes alrededor de estrellas gigantes. Sin embargo, estos planetas gigantes son más masivos que los planetas gigantes encontrados alrededor de estrellas de tipo como las de nuestro Sol. Esto podría deberse a que las estrellas gigantes son más masivas que el Sol (las estrellas menos masivas aún estarán en la secuencia principal y no se habrán convertido en gigantes todavía) y se espera que las estrellas más masivas tengan más planetas masivos. Sin embargo, las masas de los planetas que se han encontrado alrededor de las estrellas gigantes no se corresponden con las masas de las estrellas; por tanto, los planetas podrían estar creciendo en masa durante la fase de gigante roja de las estrellas. El crecimiento de la masa de los planetas podría deberse en parte a la acreción del viento estelar, aunque un efecto mucho mayor sería el desbordamiento del lóbulo de Roche que provoca una transferencia de masa de la estrella al planeta cuando la estrella gigante se expande hasta la distancia orbital del planeta.

## Ejemplos de gigantes rojas

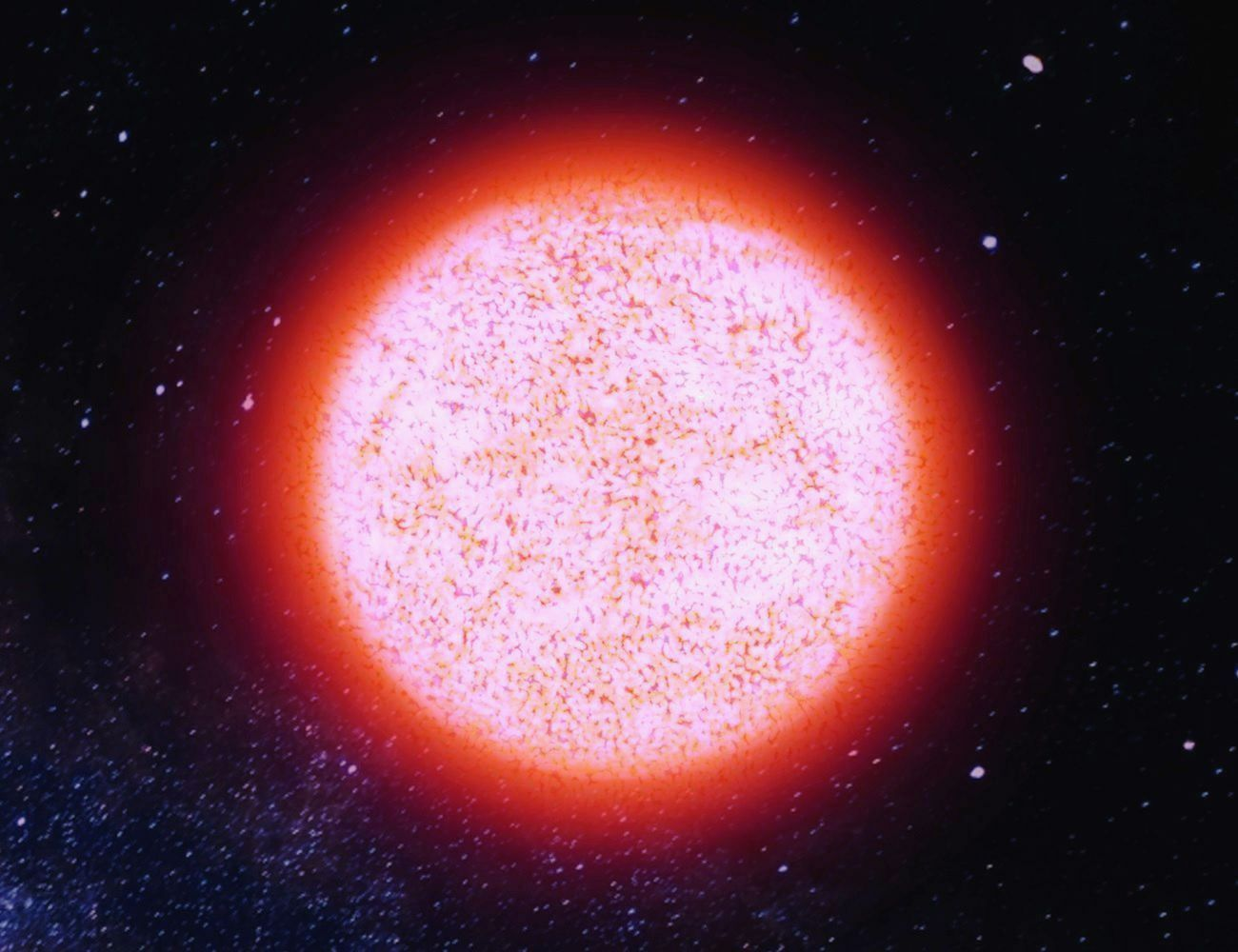
Representación de una gigante roja.

Muchas de las estrellas brillantes conocidas son gigantes rojas, porque son luminosas y moderadamente comunes. La estrella variable de rama gigante asintótica Gamma Crucis es la estrella gigante de clase M más cercana a 88 años luz. La estrella de la rama gigante roja K0 Arcturus está a 36 años luz de distancia.

### Rama de estrellas gigantes
- Aldebaran (α Tauri)
- Antares (α Scorpii)
- Arcturus (α Bootis)
- Gacrux (γ Crucis)

### Gigantes de grupos rojos
- Hamal (α Arietis)
- κ Persei
- δ Andromedae[15]

### Rama asintótica gigante
- Mira (ο Ceti)
- χ Cygni
- α Herculis

## El Sol como futura estrella gigante roja
Dependiendo de los modelos utilizados para estudiar su futura evolución, se estima que dentro de unos 5000-6000 millones de años el Sol, tras fusionar todo el hidrógeno de su núcleo, se transformará en una gigante roja, proceso que llevará aproximadamente 600 millones de años. En ese proceso englobará a Mercurio, Venus y probablemente, también a la Tierra poco antes de alcanzar su tamaño y luminosidad máximas, llegando a ser casi 260 veces mayor y 2700 veces más luminoso de lo que es hoy, de acuerdo con las últimas estimaciones.